# Stevan Bena
Stevan Bena, szerbül: Стеван Бена (Pancsova, 1935. augusztus 23. – Belgrád, 2012. május 5.) jugoszláv válogatott szerb labdarúgó, középpályás, edző.

## Pályafutása

### Klubcsapatban
1956 és 1963 között a Vojvodina, 1964–65-ben a nyugatnémet 1860 München, majd 1965 és 1967 között a Hannover 96 labdarúgója volt. 1968 és 1970 között az Egyesült Államokban játszott, az Oakland Clippers, a San Francisco Buccaneers és a Dallas Tornado csapataiban. A müncheni csapattal az 1964–65-ös idényben KEK-döntőt játszott.

### A válogatottban
1959 és 1961 között hét alkalommal szerepelt a jugoszláv válogatottban.

### Edzőként
A Galenika Zemun, majd a Vršac csapatainál dolgozott edzőként. 1989-ben a malajziai Selangor szakmai munkáját irányította.

## Sikerei, díjai
1860 München
- Kupagyőztesek Európa-kupája (KEK)
  - döntős: 1964–65

## Statisztika

### Mérkőzései a jugoszláv válogatottban
| Jugoszlávia | Jugoszlávia        | Jugoszlávia                            | Jugoszlávia | Jugoszlávia | Jugoszlávia  | Jugoszlávia        | Jugoszlávia | Jugoszlávia |
| #           | Dátum              | Helyszín                               | Hazai       | Eredmény    | Vendég       | Kiírás             | Gólok       | Esemény     |
| ----------- | ------------------ | -------------------------------------- | ----------- | ----------- | ------------ | ------------------ | ----------- | ----------- |
| 1.          | 1959. október 11.  | Belgrád, JNA-stadion                   | Jugoszlávia | 2 – 4       | Magyarország | barátságos         | -           |             |
| 2.          | 1959. október 21.  | Ramat Gan, Ramat Gan Stadion           | Izrael      | 2 – 2       | Jugoszlávia  | olimpiai selejtező | -           |             |
| 3.          | 1959. október 25.  | Szófia, Vaszil Levszki Nemzeti Stadion | Bulgária    | 1 – 1       | Jugoszlávia  | NEK-selejtező      | -           |             |
| 4.          | 1959. november 15. | Belgrád, JNA-stadion                   | Jugoszlávia | 4 – 0       | Görögország  | olimpiai selejtező | -           |             |
| 5.          | 1961. november 28. | Tokió, Nemzeti Olimpiai Stadion        | Japán       | 0 – 1       | Jugoszlávia  | barátságos         | -           | 46'         |
| 6.          | 1961. december 7.  | Jakarta, Senayan Stadion               | Indonézia   | 1 – 5       | Jugoszlávia  | barátságos         | -           |             |
| 7.          | 1961. december 14. | Ramat Gan, Ramat Gan Stadion           | Izrael      | 0 – 2       | Jugoszlávia  | barátságos         | -           |             |
|             | Összesen           |                                        |             | 7           | mérkőzés     |                    | 0           | gól         |